# Giarole
Giarole és un municipi situat al territori de la província d'Alessandria, a la regió del Piemont (Itàlia).
Limita amb els municipis de Mirabello Monferrato, Occimiano, Pomaro Monferrato i Valenza.

## Galeria fotogràfica

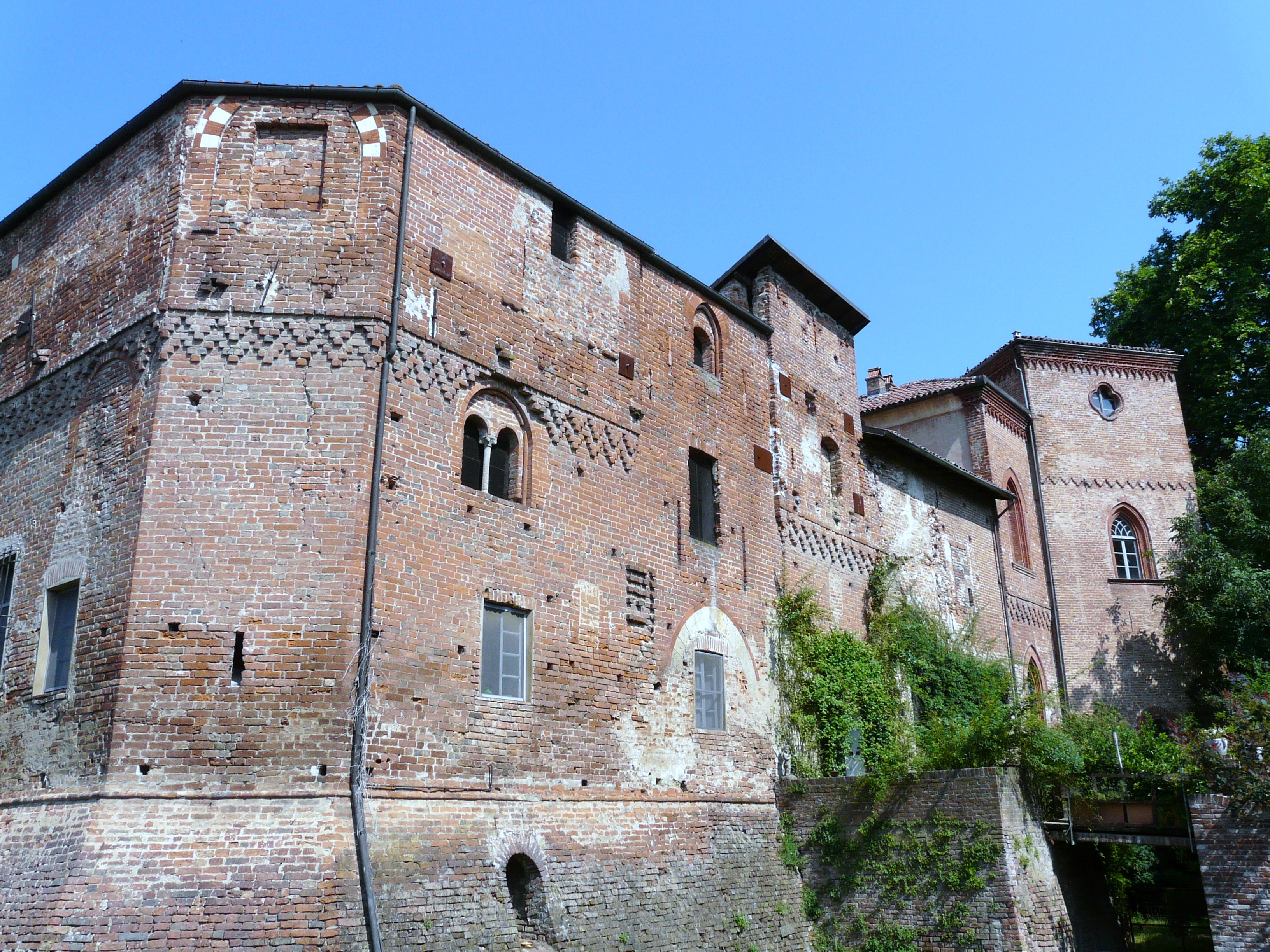
Castell de Giarole